# Cleora alienaria
Cleora alienaria es una polilla perteneciente a la familia Geometridae descrita por primera vez por Francis Walker en 1860.  Se encuentra distribuida en Sri Lanka, la subregión india hasta las Islas Andamán, Tailandia, Sondalandia, la isla de Taiwán, y las Islas Sondas Menores hasta el este de Timor y la Isla de Navidad .

## Descripción
Los adultos de esta especies son polimórficos y muestran claras diferencias de color, lo que conduce a confusión en la clasificación. La mancha discal del ala anterior está claramente definida. 
La oruga es de color verde hoja con un fino jaspeado lineal. Hay una barra blanca transversal lenticular estrecha anterior a los tubérculos marrones dorsolaterales. Esta barra blanca está dividida centralmente por un triángulo negro. 
Se sabe que la oruga se alimenta de Falcataria falcata, Acacia mangium, Cinnamomum, Sambucus, y Dalbergia monetaria.

## Subespecie
Se reconocen tres subespecies.
- Cleora alienaria fumipennis Prout, 1929 - Islas de Navidad[6]
- Cleora alienaria gelidaria Walker, 1863 [7]
- Cleora alienaria rasanaria Swinhoe, 1915 [8]